# Ghanaische Volleyballnationalmannschaft der Männer
Die ghanaische Volleyballnationalmannschaft der Männer ist die Auswahl ghanaischer Volleyballspieler, welche die Ghana Volleyball Association (GVA) auf internationaler Ebene, beispielsweise in Freundschaftsspielen gegen die Auswahlmannschaften anderer nationaler Verbände, aber auch bei internationalen Wettbewerben repräsentiert. 1961 trat der nationale Verband dem Weltverband Fédération Internationale de Volleyball (FIVB) bei. Im Oktober 2021 wurde die Mannschaft auf dem 49. Platz der kontinentalen Rangliste geführt.

## Internationale Wettbewerbe

### Ghana bei Weltmeisterschaften
Die Mannschaft konnte sich bisher nicht für eine Weltmeisterschaft qualifizieren.

### Ghana bei Olympischen Spielen
Bisher gelang es der Mannschaft nicht, sich für die olympischen Wettbewerbe zu qualifizieren.

### Ghana bei Afrikameisterschaften
Die Mannschaft kann bisher drei Teilnahmen an der Afrikameisterschaft vorweisen:
| - 1967: nicht qualifiziert - 1971: nicht qualifiziert - 1976: nicht qualifiziert - 1979: nicht qualifiziert - 1983: nicht qualifiziert - 1987: nicht qualifiziert - 1989: nicht qualifiziert - 1991: 6. Platz - 1993: nicht qualifiziert - 1995: nicht qualifiziert - 1997: nicht qualifiziert - 1999: 6. Platz | - 2001: nicht qualifiziert - 2003: nicht qualifiziert - 2005: nicht qualifiziert - 2007: nicht qualifiziert - 2009: nicht qualifiziert - 2011: nicht qualifiziert - 2013: nicht qualifiziert - 2015: nicht qualifiziert - 2017: 9. Platz - 2019: nicht qualifiziert - 2021: nicht qualifiziert |

### Ghana bei den Afrikaspielen
Ghanas Volleyballnationalmannschaft der Männer nahm bisher vier Mal an den Wettbewerben der Afrikaspiele teil: 1999 und 2003 erreichte die Mannschaft den neunten, 2007 den elften und 2015 den siebten Platz.

### Ghana beim World Cup
Ghana kann bisher keine Teilnahme am World Cup – dem Qualifikationsturnier für die Olympischen Spiele – vorweisen.

### Ghana in der Weltliga
Die Weltliga fand bisher ohne ghanaische Beteiligung statt.